# ماريو فيسكونتي
ماريو فيسكونتي (بالإيطالية: Mario Visconti)‏ مواليد 23 أكتوبر 1968 في إبولي، إيطاليا، هو لاعب كرة مضرب إيطالي سابق بدأ مسيرته كمحترف سنة 1991 وكان يلعب باليد اليمنى. أعلى تصنيف له في الفردي كان المركز الـ 154 في سنة 1993. أعلى تصنيف له في الزوجي كان المركز الـ 188 في سنة 1994.

## النهائيات

### الفردي: (2)
| الرقم | السنة | الدورة            | الأرضية | المنافس في النهائي | النتيجة في النهائي |
| ----- | ----- | ----------------- | ------- | ------------------ | ------------------ |
| 1.    | 1991  | جاكرتا, إندونيسيا | صلبة    | دوغلاس جيوالد      | 6–3, 1–6, 6–2      |
| 2.    | 1992  | بنغالور, الهند    | ترابية  | إتوري روسيتي       | 6–4, 6–3           |

## روابط خارجية
- ماريو فيسكونتي على موقع رابطة محترفي التنس (الإنجليزية)
- ماريو فيسكونتي على موقع الاتحاد الدولي لكرة المضرب (الإنجليزية)
- ماريو فيسكونتي على موقع خلاصة التنس.كوم (الإنجليزية)